# HD171459
HD171459 — хімічно пекулярна зоря спектрального класу A6, що має видиму зоряну величину в смузі V приблизно  8,5.
Вона  розташована на відстані близько 2001,0 світлових років від Сонця.